# Iroquois (Illinois)
Iroquois és una població dels Estats Units a l'estat d'Illinois. Segons el cens del 2000 tenia 207 habitants.

## Demografia
Segons el cens del 2000, Iroquois tenia 207 habitants, 84 habitatges, i 65 famílies. La densitat de població era de 133,2 habitants/km².
Dels 84 habitatges en un 32,1% hi vivien nens de menys de 18 anys, en un 65,5% hi vivien parelles casades, en un 6% dones solteres, i en un 22,6% no eren unitats familiars. En el 21,4% dels habitatges hi vivien persones soles el 8,3% de les quals corresponia a persones de 65 anys o més que vivien soles. El nombre mitjà de persones vivint en cada habitatge era de 2,46 i el nombre mitjà de persones que vivien en cada família era de 2,83.
Per edats la població es repartia de la següent manera: un 24,2% tenia menys de 18 anys, un 7,7% entre 18 i 24, un 27,5% entre 25 i 44, un 25,6% de 45 a 60 i un 15% 65 anys o més.
L'edat mediana era de 40 anys. Per cada 100 dones de 18 o més anys hi havia 101,3 homes.
La renda mediana per habitatge era de 35.781 $ i la renda mediana per família de 40.250 $. Els homes tenien una renda mediana de 31.875 $ mentre que les dones 23.438 $. La renda per capita de la població era de 16.624 $. Aproximadament el 0% de les famílies i l'1,6% de la població estaven per davall del llindar de pobresa.

## Poblacions més properes
El següent diagrama mostra les poblacions més properes.